# 埃文·弗格森
埃文·弗格森（英語：Evan Joe Ferguson，2004年10月19日—），是一名愛爾蘭職業足球運動員，司職前鋒，現效力意甲球隊羅馬（白禮頓外借）。他代表愛爾蘭足球代表隊出戰。

## 國際賽生涯
2023年6月，在2024年欧洲杯预选赛中，爱尔兰队在英傑華球場以 3-0 的比分战胜直布罗陀队，弗格森为爱尔兰队打进了他的第一个进球。2023年10月，弗格森在阿爾加夫球場對直布罗陀队的比赛中攻入个人第二个进球。

## 榮譽
波希米亞人
- 愛爾蘭聯賽U17 : 2020

### 個人
- 白禮頓最佳年青球員 : 2022–23[4]